# Fenestrulina mutabilis
Fenestrulina mutabilis är en mossdjursart som först beskrevs av Roxanne Irene Hastings 1932.  Fenestrulina mutabilis ingår i släktet Fenestrulina och familjen Microporellidae. Inga underarter finns listade i Catalogue of Life.